# Landoppo misamisoriensis
Genre
Espèce
Landoppo misamisoriensis, unique représentant du genre Landoppo, est une espèce d'araignées aranéomorphes de la famille des Theridiidae.

## Distribution
Cette espèce est endémique de Mindanao aux Philippines,.

## Description
Le mâle holotype mesure 1,44 mm.

## Étymologie
Son nom d'espèce, composé de misamisor[a] et du suffixe latin -ensis, « qui vit dans, qui habite », lui a été donné en référence au lieu de sa découverte, le Misamis.

## Publication originale
- Barrion & Litsinger, 1995 : Riceland Spiders of South and Southeast Asia. CAB International, Wallingford, p. 1-700.